# Motupuakaka
Motupuakaka é um ilhéu do atol de Nui na nação de Tuvalu.